# Чурляев, Михаил Юрьевич
Михаил Юрьевич Чурляев (род. 8 февраля 1987) — российский футболист, игрок в пляжный футбол. Чемпион России 2014 года, серебряный призёр 2013 года.
Воспитанник ДЮСШ «Сокур» Саратов. Выступал в первенстве ЛФЛ за «Хопёр» Балашов (2006), «Сокол-Саратов» (2006), СДЮШОР «Сокол» Саратов (2007).
В 2007 году сыграл 9 матчей во втором дивизионе за «Сокол-Саратов», во всех случаях выходил на замену в концовке матча. 2 июля в гостевом матче с «Юнитом», выйдя на 90-й минуте, забил свой единственный мяч.
С 2008 года играет в чемпионате России по пляжному футболу. Выступал за команды «Росагро» Саратов (2008), «Бизнес-Право» Саратов (2009—2010), «Дельта» Саратов (2010—2011, 2017), «Ротор-Волгоград» (2012—2014), «Золотой» Санкт-Петербург (2015—2016), «Арго» Саратов (2018). Привлекался в сборную России.